# Schizacme montana
Schizacme montana är en tvåhjärtbladig växtart som först beskrevs av Joseph Dalton Hooker och George Bentham, och fick sitt nu gällande namn av C.R. Dunlop. Schizacme montana ingår i släktet Schizacme och familjen Loganiaceae. Utöver nominatformen finns också underarten S. m. helmsii.